# 高橋瑪莉潤
高橋瑪莉潤（日语：／ Takahashi Maryjun，1987年11月8日—）是日本女性模特兒、演員。滋賀縣出身，是日菲混血兒，所屬經紀公司為Asia Promotion。身高169公分，血型A型。

## 經歷
2003年8月參加了「横浜・湘南選拔2003」獲得大獎而進入演藝圈。2004年4月開始擔任女性時尚雜誌「CanCam」的專屬模特兒。
2012年4月從雜誌「CanCam」畢業，開始擔任「CLASSY.」、「Oggi」、「GINA」雜誌的常規模特兒。並開始了演員生涯，8月首部演出的電視劇《純與愛》開播。
2014年演出電影《黑金丑島君2》和在《神劍闖江湖 京都大火篇》、《神劍闖江湖：傳說的最後時刻篇》中飾演駒形由美開始受到矚目。
2018年1月23日出版自傳。

## 人物
- 父親是日本人、母親是菲律賓人，妹妹是模特兒高橋優，弟弟是足球選手高橋祐治（日语：高橋祐治），妹婿是自由搏擊選手卜部弘嵩。
- 在自傳中透露[2]
  - 2013年在拍攝電影《神劍闖江湖》期間因嚴重腹痛就醫，被診斷為潰瘍性結腸炎。
  - 2016年被診斷出「子宮頸癌」並已治癒。

## 演出

### 電影
| 上映年份 | 上映日期 | 電影名稱                        | 角色              | 備註   |
| -------- | -------- | ------------------------------- | ----------------- | ------ |
| 2012年   | 11月17日 | 模女生死鬥                      |                   |        |
| 2014年   | 5月16日  | 黑金丑島君2                     | 犀原茜            |        |
| 2014年   | 5月24日  | 機械人超金剛REBOOT              | 真理              |        |
| 2014年   | 8月1日   | 神劍闖江湖 京都大火篇           | 駒形由美          |        |
| 2014年   | 9月13日  | 神劍闖江湖：傳說的最後時刻篇    | 駒形由美          |        |
| 2015年   | 7月11日  | 真實魔鬼遊戲                    | Jun(ジュン)             | [ 5 ]  |
| 2015年   | 9月4日   | 我們都是超能者！                | 波納雷夫・愛子    |        |
| 2015年   | 9月19日  | 女主角失格                      | 惠美              |        |
| 2016年   | 3月5日   | 我要復仇                        | 高橋泉 / 星野範子 |        |
| 2016年   | 5月21日  | 斑馬                            | 泉                | [ 6 ]  |
| 2016年   | 7月2日   | 超自然研究會                    | 三田村藍          | [ 7 ]  |
| 2016年   | 9月22日  | 黑金丑島君3：枷鎖篇             | 犀原茜            |        |
| 2016年   | 10月22日 | 黑金丑島君The Final：身世大解密 | 犀原茜            |        |
| 2016年   | 11月25日 | L(2016年電影)                   | 安娜              |        |
| 2017年   | 1月21日  | 新宿天鵝2                       | Arisa（アリサ）         |        |
| 2017年   | 3月25日  | P與JK                           | 矢口葵            |        |
| 2017年   | 4月8日   | 藍心狂想曲「溫柔待人」          | 女                | [ 8 ]  |
| 2017年   | 7月1日   | Mother Lake                     | 西島咲            |        |
| 2018年   | 10月26日 | 相愛傘（あいあい傘）                      | 福田日出子        | [ 9 ]  |
| 2018年   | 11月2日  | 原本以為只是手機掉了            | 杉本加奈子        | [ 10 ] |

### 電視劇
| 播出年份 | 播出日期               | 集數           | 戲劇名稱                                     | 首播頻道       | 角色                | 備註   |
| -------- | ---------------------- | -------------- | -------------------------------------------- | -------------- | ------------------- | ------ |
| 2012年   | 10月1日－2013年3月30日 | 全劇           | 純與愛                                       | NHK            | 狩野瑪莉亞          | [ 3 ]  |
| 2013年   | 4月1日                 | 單集           | 多金社長小資女「特別篇」                     | 富士電視台     |                     |        |
| 2013年   | 7月17日                | 第2集          | 警視廳搜查一課9係 第8季                      | 朝日電視台     | 四宮知世            |        |
| 2014年   | 4月24日－6月26日       | 全劇           | 真實逃出遊戲TV                               | TBS            |                     |        |
| 2014年   | 7月7日                 | 單集           | 空姐刑事〜紐約殺人事件〜                     | 富士電視台     | 篠田ケイ            |        |
| 2014年   | 11月22日               | 第6集          | 甲殼不動戰記                                 | 東京電視台     | Lisa（リサ）            |        |
| 2015年   | 1月14日－3月25日       | 全劇           | 殘念丈夫                                     | 富士電視台     | 須藤由衣            |        |
| 2015年   | 10月10日－12月26日     | 全劇           | SICKS〜大家都得了什麼病                      | 東京電視台     | 片岡                |        |
| 2016年   | 1月11日                | 單集           | jungle fever                                 | NHK BS Premium | 菊池理江子          |        |
| 2016年   | 7月18日－9月19日       | 全劇           | 黑金丑島君第3季                              | MBS            | 犀原茜              |        |
| 2016年   | 7月28日                | 第2集          | 營業部長 吉良奈津子                          | 富士電視台     | 織原咲              |        |
| 2016年   | 10月22日－12月3日      | 全劇           | 嗅覺搜查官                                   | NHK綜合        | 早見友梨            |        |
| 2017年   | 1月9日                 | 第12集         | 新．南之帝王「生命的價值」                   | 關西電視台     | 篠宮凛              |        |
| 2017年   | 2月7日                 | 第4集          | 四重奏                                       | TBS            | 大橋茶馬子          |        |
| 2017年   | 2月26日                | 第6集          | 視覺偵探 日暮旅人                            | 日本電視台     | Jun(ジュン)               |        |
| 2017年   | 4月12日－6月14日       | 全劇           | 成為母親                                     | 日本電視台     | 緒野琴音            |        |
| 2017年   | 9月19日                | 第10集         | 神奈小姐                                     | TBS            | 沙知                |        |
| 2017年   | 10月13日－10月27日     | 第1集－第3集   | 產科醫鴻鳥2                                  | TBS            | 佐野彩加            |        |
| 2018年   | 1月18日－3月22日       | 全劇           | 鄰家月更圓                                   | 富士電視台     | 杉崎千尋            |        |
| 2018年   | 4月13日－6月22日       | 全劇           | 有家可歸的戀人們                             | TBS            | 森永桃              |        |
| 2018年   | 7月14日－9月22日       | 全劇           | 結婚大作戰                                   | 日本電視台     | 三浦多香子          |        |
| 2019年   | 1月8日－1月17日        | 全劇           | 新的王者（新しい王様）第1季                            | TBS            | 西岡英美            |        |
| 2019年   | 1月10日－3月14日       | 全劇           | 人生幸福法則                                 | 讀賣電視台     | 木原里琴            | [ 11 ] |
| 2019年   | 3月26日－4月20日       | 全劇           | 東野圭吾「瀕死之眼」                         | WOWOW          | 岸中美菜繪 / 瑠璃子 | [ 12 ] |
| 2019年   | 4月13日－6月8日        | 全劇           | 東京單身男子                                 | 朝日電視台     | 竹嶋舞衣            | [ 13 ] |
| 2019年   | 9月29日                | 單集           | 臨床犯罪學者 火村英生的推理2019「ABC兇手」編 | 日本電視台     | 花井唯子            | [ 14 ] |
| 2019年   | 10月5日                | 第一集         | 12名想要被擁抱的女性                         | 大阪電視台     | 本人                | [ 15 ] |
| 2019年   | 10月18日－12月20日     | 全劇           | 事故調小姐～天才・天之教授的調查檔案～       | NHK            | 郁美                | [ 16 ] |
| 2020年   | 3月15日                | 全劇           | Z行動～日本破滅，不能等～ （オペレーションZ ～日本破滅、待ったなし～）               | WOWOW          | 中小路流美          | [ 17 ] |
| 2020年   | 4月20日－6月8日        | 全劇           | 人氣女神～拉麵食遊記～                       | 東京電視台     | 夏川彩              | [ 18 ] |
| 2020年   | 2020年7月7日－9月1日   | 全劇           | 我的家政夫渚先生                             | TBS            | 陶山薫              | [ 19 ] |
| 2020年   | 2020年10月11日         | 單集           | 只是把檔案填成男性                           | TBS            | 柏木未來            | [ 20 ] |
| 2021年   | 1月12日－3月16日       | 全劇           | Oh! My Boss!戀愛在別冊                       | TBS            | 高橋麻美            | [ 21 ] |
| 2021年   | 4月13日－6月15日       | 全劇           | 大豆田永久子與三個前夫                       | 關西電視台     | 松林凱倫            |        |
| 2021年   | 8月12日                | 第4集          | 女王偵訊室 第四季                            | 朝日電視台     | 橘頼子              |        |
| 2021年   | 10月14日－12月20日     | 全劇           | AVALANCHE                                    | 關西電視台     | 明石リナ            |        |
| 2022年   | 4月10日－6月12日       | 全劇           | MY FAMILY                                    | TBS            | 立脇香菜子          | [ 22 ] |
| 2022年   | 9月21日－12月28日      | 全劇           | 黑金丑島君外傳 黑金犀原小姐                  | 每日放送       | 犀原茜              | 主演   |
| 2022年   | 11月13日－12月18日     | 全劇           | 雙刃斧                                       | WOWOW          | 沢木美織            |        |
| 2023年   | 8月18日－9月29日       | 全劇           | 暗黑郵差                                     | 東京電視台     | 祖父江日向          |        |
| 2023年   | 10月29日－12月24日     | 第2集 - 最終集 | SEXY田中小姐                                 | 日本電視台     | Miki老師            |        |
| 2024年   | 1月13日－3月16日       | 全劇           | 佔領新機場                                   | 日本電視台     | 駿河悠月            |        |
| 2024年   | 7月25日－              | 全劇           | Sky Castle                                   | 朝日電視台     | 夏目美咲            |        |

### 網路劇
| 播出年份 | 播出日期  | 集數 | 戲劇名稱                                    | 首播頻道           | 角色           | 備註   |
| -------- | --------- | ---- | ------------------------------------------- | ------------------ | -------------- | ------ |
| 2016年   | 6月3日    | 全劇 | 火花                                        | Netflix            | 百合枝         | [ 24 ] |
| 2017年   | 8月25日   | 全劇 | 東京愛麗絲                                  | Amazon Prime Video | 櫻川理央       | [ 25 ] |
| 2017年   | 9月22日   | 全劇 | Good Morning Call愛情起床號 our campus days | FOD/Netflix        | 熊埜御堂紗榮子 |        |
| 2019年   | 1月17日－ | 全劇 | 新的王者（新しい王様）第2季                           | Paravi             | 西岡英美       |        |
| 2023年   | 8月9日    | 全劇 | 沒有季節的小墟                              | Disney+            | 増子光代       |        |

### 舞台劇
- PU-PU-JUICE劇團（日语：PU-PU-JUICE）「第17回公演」《奇跡之男》（2013年）
- PU-PU-JUICE劇團（日语：PU-PU-JUICE）「第20回公演」《龍馬所生存的》（2014年）
- PU-PU-JUICE劇團（日语：PU-PU-JUICE）「第21回公演」《殺死龍馬》（2014年）

## 書籍

### 雜誌
- CanCam（2004年2月23日－2012年4月23日，小學館）-專屬模特兒
- CLASSY.（2012年4月27日－，光文社）-常規模特兒

### 自傳
- （2018年1月23日，kk bestsellers）ISBN 978-4584138441

## 外部連結
- 經紀公司個人介紹頁 （页面存档备份，存于） - ASIA PROMOTION（日語）
- 高橋瑪莉潤官方Ameba Blog （页面存档备份，存于）（日語）
- 高橋瑪莉潤的X（前Twitter）（日語）
- 高橋瑪莉潤的Instagram帳戶（日語）